# Mestral
|  | Per a altres significats, vegeu «Col·legi Mestral». |

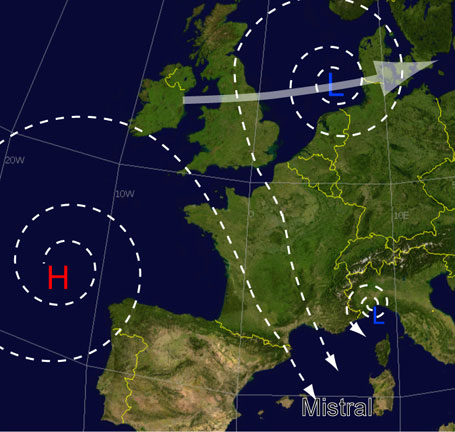
L'origen del mestral a la vall del Roine

El mestral, també conegut com a mestre (cat. ant., Mall.), serè o cerç, i a les Terres de l'Ebre com a vent de dalt, és el vent procedent del nord-oest. El nom mestral prové del llatí magistrale, 'magistral', ja que és un vent sec i violent temut pels agricultors i mariners.
Als Països Catalans, es produeixen vents forts de mestral quan l'anticicló atlàntic domina l'est de la península Ibèrica i el seu flanc nord és travessat per un corrent pertorbat, que traspassa els Pirineus i acanala vents freds i forts per la vall de l'Ebre, que afecten les terres properes a aquest riu: Ports de Beseit, delta, Camp de Tarragona i centre de l'Aragó, on és conegut com a cierzo en aragonès i en castellà.
Al delta del Roine, el mestral (anomenat mistral en llenguadocià i francès, i mistrau en provençal) és un vent catabàtic del nord-oest que bufa quan les altes pressions d'Europa, atretes per les baixes de la Mediterrània, canalitzen per la vall estreta del riu vents freds sobre la regió.